# Årsunda
Årsunda – miejscowość (tätort) w Szwecji, w regionie administracyjnym (län) Gävleborg, w gminie Sandviken.
Według danych Szwedzkiego Urzędu Statystycznego liczba ludności wyniosła: 1012 (31 grudnia 2015), 1049 (31 grudnia 2018) i 1060 (31 grudnia 2019).